# Мухамед Філіпович
Мухамед Філіпович (босн. Muhamed Filipović; нар. 3 серпня 1929, Баня-Лука, Королівство Югославія — 25 лютого 2020, Сараєво, Боснія і Герцеговина) — боснійський учений, історик, філософ, письменник, есеїст, академік, президент Босняцької академії наук і мистецтв (БАНМ). Політик. Ідеолог і теоретик боснійського націоналізму. Вважається одним з найбільш видних інтелектуалів Боснії.

## Біографія
Серед його предків, вихідців з Загреба, які прийняли в 1564 році іслам, були беї. Родичі матері в роки Другої світової війни займали важливі посади серед усташів. Брат загинув в таборі смерті Ясеновац, а сестра — член комуністичного підпілля.
Закінчив в 1952 році філософський факультет Бєлградського університету, пізніше, аспірантуру. У 1960 році став доктором наук.
Дійсний член Академії наук і мистецтв Боснії і Герцеговини. Викладач філософії Сараєвського університету.
Мухамед Філіпович — відомий політик. У період правління комуністів в СФРЮ був дисидентом і критиком політики Йосипа Броз Тіто.
Разом з Алія Ізетбеговичем і Фікрет Абдичем заснував консервативну партію демократичного дії Боснії і Герцеговини, членом якої був до 1990 року. Після цього, був в числі засновників мусульманської боснійської (бошнякської) організації (МБО).
Під час боснійської війни — посол Республіки Боснія і Герцеговина в Сполученому Королівстві.

## Наукова діяльність
Автор 14 книг, багато з яких були переведені на інші мови. Найвідоміша робота Мухамеда Філіповича — «Lenjin — monografija njegove Misli» (рос. «Ленин — монография о его мыслях»), була переведена на болгарську, датську, італійську, словацьку, французьку, китайську і шведську мови.

## Вибрані публікації
- Ленін — монографія про його думки/ Lenjin — monografija njegove misli
- Релігія і мораль / Religija i moral
- Етичні засади гуманізму / Etički osnovi humanizma
- Марксизм і сучасна філософія / Marksizam i savremena filozofij
- Марксистська філософія / Marksistička filozofija
- Сафет Купіч — філософ, есеїст і літературний критик / Safet Krupić-filozof, esejist i književni kritičar
- Філософія мови / Filozofija jezika (в 2 томах)
- Боснійська політика / Bošnjačka politika, 1996.
- Боснія і Герцеговина — найважливіші географічні, демографічні, історичні, культурні та політичні факти / Bosna i Hercegovina-najvažnije geografske, demografske, historijske, kulturne i političke činjenice, 1997.
- Спроба духовної біографії / Pokušaj jedne duhovne biografije, 1999.
- Я був дипломатом Алії / Bio sam Alijin diplomata (в 2 томах), 2000.
- Десять лекцій по ідеї Європи, Фонд відкритого суспільства «Право-центр» Боснії і Герцеговини / Deset predavanja o ideji Evrope, Pravni centar Fond otvoreno društvo BiH, 2000.
- Довга, довга поїздка в Лім і навколо Пестера / Jedno dugo, dugo putovanje uz Lim i oko Pestera, 2001.
- Комунізм і ностальгія / Komunizam i nostalgija, 2001.
- Питання про відповідальність за війну в Боснії і Герцеговині / Pitanje odgovornosti za rat u BiH
- Іслам і терор / Islam i teror, 2002
- Методологія науки та наукової роботи / Metodologija znanosti i znanstvenog rada, 2004
- Трагедія Боснії / Tragedija Bosne
- Історія і наша думка про неї / Povijest i naše mišljenje o njoj
- Історія духовного життя на землях Боснії і Герцеговини / Historija duhovnog života na tlu Bosne i Hercegovine (в 4 томах), 2005
- Дев'ятнадцять етюдів про Михайла Бахтіна / Devetnaest etida o Mihailu Bahtinu, 2005
- Боснійський дух витає над Боснією / Bosanski duh lebdi nad Bosnom, 2006